# 涧河街道 (三门峡市)
涧河街道，是中华人民共和国河南省三門峽市湖滨区下辖的一个乡镇级行政单位。

## 行政区划
涧河街道下辖以下地区：
文一社区、文二社区、永安社区、六西社区、涧南社区、枢纽局社区、一公司社区、化工厂社区、化机厂社区和冶炼厂社区。